# Nina Poelchau
Nina Poelchau (* 1962) ist eine deutsche Journalistin, Autorin sowie Paar- und Gesprächstherapeutin.

## Leben
Nina Poelchau war bis März 2022 Redakteurin beim Stern und dort stellvertretende Leiterin des Ressorts Deutschland & Gesellschaft. Sie war seit 2011 im Ressort Wissenschaft zuständig für Psychologie, seit Januar 2019 arbeitete sie als Reporterin im Ressort Gesellschaft mit dem Schwerpunkt psychologischer Themen. Nina Poelchau ist ausgebildet in systemischer und emotionsfokussierter Paartherapie und in personenzentrierter Gesprächstherapie. Seit März 2022 hat sie eine Praxis in Wolfegg (Allgäu). Nina Poelchau moderiert zusammen mit Karl-Anton Maucher und Joachim Rogosch seit 2021 den „Talk im Bock“ in Leutkirch. 
Bevor Poelchau 2009 zum Stern wechselte, war sie Redakteurin bei der Schwäbischen Zeitung. Als freie Autorin schrieb sie für das SZ-Magazin, Chrismon, Brand eins, Brigitte, Emma, Brigitte Woman und das Deutsche Ärzteblatt.
2005 war Poelchau mit Eine rundum schreckliche Geschichte (SZ-Magazin) für den Medienpreis der Kindernothilfe nominiert.
2008 begleitete Poelchau für das SZ-Magazin den Menschenrechtskämpfer Shay Cullen auf den Philippinen. 2010 porträtierte sie im SZ-Magazin die Familienministerin Ursula von der Leyen. Sylvie van der Vaart sprach mit ihr erstmals in der Öffentlichkeit im Stern über ihre Brustkrebserkrankung. Ende 2010 und Anfang 2011 war sie die Stern-Gerichtsreporterin im Kachelmann-Prozess. 2014 interviewte sie für den Stern die 90-jährige französische Chanson-Legende Charles Aznavour und begleitete für das Print-Magazin Viva die ehemalige EKD-Ratsvorsitzende Margot Käßmann in die USA.
Nina Poelchau verfasste gemeinsam mit Helena Zumsande „Solange ihr mein Lied hört“ über das kurze Leben Zumsandes, die mit 21 Jahren an Krebs starb. Das Buch erschien im September 2015 und wurde zum Spiegel-Bestseller. Zusammen mit dem Ärztlichen Direktor der Psychosomatik an der Max-Grundig-Klinik Bühlerhöhe, dem Psychiater Christian Peter Dogs, schrieb sie 2017 das Buch „Gefühle sind keine Krankheit“, das ebenfalls zum Spiegel-Bestseller wurde.
2018 erschien im Stern Poelchaus Porträt über den britischen Box-Weltmeister Tyson Fury, welchen sie bei den Vorbereitungen auf seinen WM-Kampf gegen Deontay Wilder in Irland und Kalifornien begleitete. In der COVID-19-Pandemie hat Poelchau für den Stern die „Stern-Seelsorge“ ins Leben gerufen und betreut, zu der unter anderen auch Margot Käßmann, Michaela Huber, Wolfgang Schmidbauer, Christian-Peter Dogs, Stefanie Stahl, Oskar Holzberg und Ilka Hofmann-Bisinger gehörten.

## Auszeichnungen
- 2004: Emma-Journalistinnen-Preis mit dem Beitrag Pech und Schwefel, 2. Preis[19]
- 2007: PSD-Journalisten-Preis, 2. Platz[20]
- 2007: Ravensburger Medien-Preis, 3. Platz[21][22]
- 2014: Medienpreis der Stiftung „Rufzeichen Gesundheit“[23]
- 2023: Auf der Shortlist für den Egon Erwin Kisch-Preis 2023 (zusammen mit Ingrid Eissele) mit der Stern-Reportage „Ein Ehepaar beschließt zu sterben“

## Familie
Ein Cousin ihres Vaters ist Harald Poelchau, Gefängnispfarrer in Berlin-Tegel, Mitglied des Kreisauer Kreis. Nina Poelchau hat zwei Kinder – eine Tochter und einen Sohn.